# Индийский аист-разиня
Индийский аист-разиня, Гонгал (лат. Anastomus oscitans) — птица из семейства аистовых. Он гнездится в тропической Южной Азии от Индии и Шри-Ланки до Юго-Восточной Азии.

## Описание
Индийский аист-разиня — крупная птица с широкими крыльями, которая достигая длины 68 см, относительно мала для аиста. Оперение светлое, от белого до серебристого цвета, вершина клюва расходится, так как обе половины вместе не складываются. Взрослые животные всегда полностью белые и только перья крыльев чёрного цвета, при этом ноги красные, а клюв жёлто-серый. У молодых птиц оперение коричневое.

## Образ жизни
Индийский аист-разиня пользуется в полёте восходящими потоками горячего воздуха. Как все аисты он бегает по земле с вытянутой вперёд головой. Питается как и большинство аистов, главным образом улитками, лягушками, крупными насекомыми и другими мелкими животными, которых ловит на мелководье.

## Размножение
Строит гнёзда на деревьях вблизи водоёмов. В кладке от 2 до 6 яиц.